# Piętki-Szeligi
Piętki-Szeligi – wieś w Polsce położona w województwie podlaskim, w powiecie wysokomazowieckim, w gminie Klukowo.
Zaścianek szlachecki Szeligi należący do okolicy szlacheckiej Piętki  położony był w drugiej połowie XVII wieku w ziemi drohickiej województwa podlaskiego. W latach 1975–1998 miejscowość administracyjnie należała do województwa łomżyńskiego.
Wierni kościoła rzymskokatolickiego należą do parafii Najświętszej Maryi Panny Częstochowskiej w Klukowie.

## Historia
W roku 1465 w Herbarzu Kapicy-Milewskiego wymieniony dziedzic tej ziemi – de Piantki.
Miejscowość założona najprawdopodobniej w pierwszej połowie XVI wieku przez Macieja Piętkę zwanego Szeligą. W 1569 roku wymieniona nazwa miejscowa: Szeligi, z Szelig. Wieś zamieszkiwali głównie przedstawiciele rodziny Piętków herbu Ślepowron, ale także Lubowiccy i Olszewscy.
W I Rzeczypospolitej Szeligi należały do ziemi drohickiej w województwie podlaskim.
Pod koniec XIX w. miejscowość należała do powiatu mazowieckiego, gmina Klukowo. W pobliżu znajdują się trzy inne wsie o wspólnej nazwie Piętki, rozróżniane drugim członem.
W 1891 wieś liczyła 12 gospodarstw drobnoszlacheckich o ogólnej powierzchni 92 ha, w 1921 roku istniało tu 15 domów z 99 mieszkańcami.

## Współcześnie
Wieś typowo rolnicza. Produkcja roślinna podporządkowana hodowli krów mlecznych.